# Leif Hansson
Leif Anders Valfrid Hansson, mer känd som Leif "Vinco" Hansson, född i Ystad den 18 mars 1946, är en svensk före detta landsvägscyklist som framförallt hade framgångar i tempolopp. Han kom på bronsplats vid världsmästerskapen i lagtempo 1973 (tillsammans med Tord Filipsson, Lennart Fagerlund och Sven-Åke Nilsson) och vid Olympiska spelen 1972 kom samma lag på sjätte plats. 
Han blev nordisk mästare i lagtempo fyra år i rad (med olika lagkamrater) 1971-1974. I linjelopp har han en sjundeplats vid världsmästerskapen för amatörer 1975, samt en andraplats (1974) och en tredjeplats (1976) vid Svenska mästerskapen.
I augusti 2024 blev han invald i Sällskapet Gamla Tävlingscyklisters Hall of Fame.